# Église Saint-Just de Cornier
L'église Saint-Just est une église catholique française, située dans le département de la Haute-Savoie, dans la commune de Cornier.

## Historique
La nef centrale de l'église, dédiée à saint Just, date de la fin du XVe siècle. La première sacristie a été construite en 1665 par le révérend Jean Calligé. 
En 1871, le révérend Joseph Mermillod ajouta une travée qu'il termina par le clocher-porche.
À gauche en entrant, une chapelle est dédiée à saint Michel et à droite, un autel est consacré à la Sainte Vierge. 
L'église a été repeinte et décorée en 1925.

## Description
Comme précisé en haut, le clocher date de 1871, la date est même inscrite sous l'horloge.
À la hauteur des abat-son se trouvent 2 cloches. La petite, de 397 kilos, date de 1825, par le fondeur Meunier, de Chambéry et donne le Si♭ 3. La grosse, de poids 920 kilos, date de 1865, par le fondeur Beauquis, de Quintal. Fa 3.
Classée au titre objet : sculpture.